# Język bagheli
Język bagheli (dewanagari: बघेली lub बाघेली) – język indoaryjski używany przez ok. 2,7 mln osób w regionie Baghelkhand w północnych Indiach, głównie w stanach Madhya Pradesh i Uttar Pradesh. Blisko spokrewniony z językami awadhi i ćhattisgarhi. 
Przez władze centralne w Delhi uważany jest raczej za wschodni dialekt hindi.
Posiada kilka dialektów. Odmiana używana w dystrykcie Rewa pełni funkcję standardu. W powszechnym użyciu jest także język hindi.
Zapisywany jest pismem dewanagari.